# USS Rudyerd Bay (CVE-81)
Авіаносець «Радьєд Бей» (англ. Rudyerd Bay (CVE-81)) - ескортний авіаносець США часів Другої світової війни, типу «Касабланка».

## Історія створення
Авіаносець «Радьєд Бей» був закладений 24 жовтня 1943 року на верфі Kaiser Shipyards у Ванкувері. Спущений на воду 12 січня 1944 року, вступив у стрій 24 лютого 1944 року.

## Історія служби
Після вступу в стрій протягом вересня-грудня 1944 року «Радьєд Бей» здійснював перевезення літаків на Тихоокеанський ТВД для потреб тактичного з'єднання  TF-58/38.
Далі авіаносець брав участь в десантних операціях на Іодзіму (лютий-березень 1945 року) та Окінаву (квітень-червень 1945 року).
Після закінчення бойових дій корабель перевозив американських солдатів та моряків на батьківщину (операція «Magic Carpet»).
11 червня 1946 року авіаносець «Радьєд Бей» був виведений в резерв. 12 червня 1955 року він був перекласифікований в допоміжний авіаносець CVU-81, а у 1959 році - в допоміжний авіатранспорт AKV-29. 
1 серпня 1959 року корабель був виключений зі списків флоту і наступного року зданий на злам.